# David Hackl
David Hackl (Toronto, Canadá, 7 de fevereiro de 1963) é um desenhista de produção e diretor de cinema canadense.

## Carreira
Ele trabalhou como desenhista de produção nos primeiros quatro filmes da franquia "Jogos Mortais" (Saw) e foi diretor de segunda unidade' de Jogos Mortais 2 (Saw II), Jogos Mortais 3 (Saw III) e Jogos Mortais 4 (Saw IV). Ele assumiu como diretor principal em Jogos Mortais 5 (Saw V).